# Matsudaira Yoshinaga
Matsudaira Yoshinaga (松平 慶永 Tùng Bình Khánh Vĩnh,  ngày 10 tháng 10 năm 1828 – ngày 2 tháng 6 năm 1890), còn gọi là Matsudaira Keiei, hay được biết đến với cái tên Matsudaira Shungaku (松平 春嶽 Tùng Bình Xuân Nhạc) là một daimyō of cuối thời Edo.  Ông là người đứng đầu phiên Fukui tỉnh Echizen. Ông được coi là một trong "Bốn vị lãnh chúa thông thái thời Bakumatsu" (幕末の四賢侯 Mạc mạt tứ hiền hầu, Bakumatsu no Shikenkō), cùng với Date Munenari, Yamauchi Yōdō và Shimazu Nariakira.

## Tiểu sử

### Thân thế
Ông sinh ra ở thành Edo với vị thế là con trai thứ tám của Tokugawa Narimasa, trưởng tộc Tayasu-Tokugawa, một trong gosankyō (ngự tam gia) của gia tộc Tokugawa. Tên thời thơ ấu của ông là "Kin-no-jo" (錦之丞). Ông đã được chỉ định làm con nuôi cho Matsudaira Katsuyoshi, daimyō của phiên Iyo-Matsuyama ngay cả trước khi chào đời, và việc nhận nuôi được chính thức công bố vào ngày 25 tháng 11 năm 1837.
Tuy nhiên, vào ngày 27 tháng 7 năm 1838, Matsudaira Narisawa, vị daimyō trẻ của phiên Fukui đột ngột qua đời mà không có người thừa kế. Em gái của ông, Asahime (góa phụ tiền nhiệm của Matsudaira Narisawa) và các anh trai của ông, Tokugawa Nariyoshi và Tướng quân Tokugawa Ieyoshi đồng ý để Kin-no-jo trở thành daimyō tiếp theo của phiên Fukui.  Sau lễ genpuku của mình, ông lấy tên là "Matsudaira Yoshinaga", được ban chữ kanji từ tên của Tướng quân Tokugawa Ieyoshi. Vào lúc này, ông được triều đình phong cấp bậc Tòng tứ vị thượng, sau thăng lên Chính tứ vị hạ, và tước hiệu nghi lễ của ông là Echizen-no-kami và Sakon'e-no-gonshōjō. Ngày 6 tháng 4 năm 1839, ông kết hôn với Yu-hime, con gái của Hosokawa Narimori phiên Kumamoto.

### Thời kỳ cai trị phiên trấn
Năm 1839, ông bắt đầu thực hiện kế hoạch thắt lưng buộc bụng nhằm giải quyết những khó khăn tài chính lâu năm của phiên Fukui. Ông bắt đầu bằng cách cắt giảm một nửa tiền lương cho tất cả phiên sĩ trong thời gian ba năm, và cả chi tiêu của chính ông trong năm năm. Vào tháng 1 năm 1840, với việc sa thải các nhà cải cách của Matsudaira Shume như Nakane Yukie, Yuri Kimimasa và Hashimoto Sanai đã đóng vai trò lãnh đạo chính trị trong phiên. Yoshinaga đã cho tiến hành công cuộc canh tân như thành lập cơ quan dịch thuật "Yoshō-shūgaku-sho" nhằm thu nhận kiến thức về Hà Lan học và thúc đẩy hiện đại hóa quân đội. Ông cho xây cất một xưởng sản xuất vũ khí hiện đại và trường học của phiên Meidōkan được công nhận trên toàn quốc. Phiên trấn này có một bussan-shokaijō, hay liên doanh hợp tác và các thương gia giàu có cũng góp phần vào sự phục hồi kinh tế trong vùng. Năm 1851, ông được thăng cấp lên Sakon'e-no-gonchūjō và giữ chức Tả cận vệ Quyền trung tướng kiêm nhiệm trấn thủ xứ Echizen.

### Thời kỳ tham chính Mạc phủ
Năm 1853, sau khi đoàn thám hiểm Perry đặt chân đến đây để đòi chấm dứt chính sách tỏa quốc của Nhật Bản, ban đầu Yoshinaga tham gia phái nhương di do Tokugawa Nariaki (daimyō của phiên Mito) và Shimazu Nariakira (daimyō của phiên Satsuma) lãnh đạo. Tuy nhiên, về sau ông đã thay đổi quan điểm của mình chuyển sang tư tưởng mở cửa đất nước trao đổi buôn bán với nước ngoài sau khi tiếp xúc với Lão trung Abe Masahiro.
Khi vấn đề kế vị của Tướng quân đời thứ 14 nảy sinh, ông ủy thác cho gia thần của mình là Hashimoto Sanai đến Kyoto để ủng hộ lập Tokugawa Yoshinobu, lãnh chúa nhà Hitotsubashi-Tokugawa lên làm tân Tướng quân. Thế nhưng do Ii Naosuke lên tiếp nhận chức vụ Đại lão, phe của Yoshinobu đã bị đánh bại và Tokugawa Iemochi (thuộc cánh nhà Kishu-Tokugawa) nối ngôi Tướng quân. Gia tộc Ii thuộc phiên Hikone và nhà Echizen-Matsudaira của phiên Fukui vốn có thù hằn sâu sắc xuyên suốt nhiều thế hệ, và mối quan hệ giữa Tairō càng trở nên tồi tệ hơn sau khi Ii thúc đẩy việc phê chuẩn Hiệp ước Thân thiện và Thương mại Mỹ-Nhật mà không được sự chấp nhận của Thiên hoàng Kōmei. Yoshnaga vội xông vào thành Edo cùng với Tokugawa Nariaki để phản đối hành động của Naosuke. Ngày 5 tháng 7 năm 1858, ông buộc phải từ chức daimyō của phiên Fukui như một phần của cuộc thanh trừng Ansei. Lúc này, ông mới lấy tên là "Shungaku".

### Cuối thời Mạc phủ Tokugawa
Vụ ám sát Ii Naosuke trong Sakuradamon đã thay đổi chính sách của Mạc phủ, cho phép Matsudaira Shungaku trở lại chính trường vào tháng 4 năm 1862. Ông ủng hộ mạnh mẽ phong trào kōbu gattai (công vũ hợp thể) để củng cố mối quan hệ giữa Mạc phủ và Triều đình. Ông được bổ nhiệm vào chức vụ Seiji sōsaishoku (Chinh sự tổng tài) mới được thành lập, một chức vụ giám sát cấp cao trong Mạc phủ và hợp tác với Matsudaira Katamori (daimyō của phiên Aizu), vừa được bổ nhiệm làm Thủ hộ Kyōto, phụ trách an ninh cho Thiên hoàng. Năm 1862, Shungaku thành lập Rōshigumi, một nhóm rōnin được tổ chức như một lực lượng dân quân bán quân sự để giúp bảo vệ Tướng quân Tokugawa Iemochi trong chuyến đi đến Kyōto năm 1863. Ông cũng mời Yokoi Shōnan từ phiên Kumamoto làm cố vấn chính trị, và lên kế hoạch gia tăng lực lượng tại Kyōto. Những hành động này được gọi là Cải cách Bunkyū. Năm 1863, Rōshigumi được chuyển thành Shinsengumi. Matsudaira Shungaku chuyển đến Kyoto cùng năm, nhưng sức mạnh ngày càng tăng của phong trào Tôn vương Nhương di dưới sự lãnh đạo của phiên Chōshū đã buộc ông phải đạt được những thỏa hiệp ngày càng bất lợi, và ông bị buộc phải từ chức Seiji sōsaishoku trong thất vọng.
Shungaku trở về Fukui, và từ tháng 6 năm 1863, bắt đầu chuẩn bị cho kế hoạch gầy dựng một đội quân bao gồm tất cả các samurai của phiên Fukui, sẽ hành quân đến Kyōto và do Matsudaira Mochiaki chỉ huy. Mặc dù phiên Satsuma, phiên Kumamoto và phiên Kaga có thể chấp nhận ý tưởng này và không có sự phản đối ngay lập tức từ Thiên hoàng Kōmei, những lời kêu gọi của ông đối với các phiên trấn khác không được đáp lại và Mạc phủ không ủng hộ, vì vậy cuộc đảo chính được đề xuất đã không bao giờ diễn ra. Thay vào đó, ngày càng có nhiều hành động ám sát các thành viên của gia tộc Tokugawa bởi những rōnin phái nhương di quá khích.
Sau khi phiên Aizu và phiên Satsuma liên kết đánh đuổi binh sĩ phiên Chōshū khỏi Kyōto (Chính biến ngày 18 tháng 8 năm 1863) và từ sự biến Cấm môn, Matsudaira Shungaku trở về Kyōto vào năm 1867 với tư cách là thành viên của Sanyo Kagi (参預会議 Tham dự hội nghị), một hội đồng tham vấn ngắn hạn bao gồm Tokugawa Yoshinobu, Shimazu Hisamitsu, Date Munenari, Matsudaira Katamori và Yamauchi Yōdō. Hội nghị này nhằm mục đích giảm bớt quyền lực của Mạc phủ và thành lập một hệ thống hội đồng của Triều đình Kyoto với các phiên trấn chính yếu được lựa chọn. Các cuộc họp đều được tổ chức tám lần tại tư dinh của Shungaku, và các cuộc thảo luận gay gắt về việc mở cảng Hyogo (Kobe) cho các nước phương Tây và về cách đối phó với mối đe dọa từ phiên Chōshū. Hệ thống hoạt động không tốt vì sự xung đột ngầm giữa các thành viên, đặc biệt là sự thù địch cá nhân giữa Shimazu Hisamitsu và Tokugawa Yoshinobu. Ngày 22 tháng 3 năm 1864 Shungaku thay thế Matsudaira Katamori làm Thủ hộ Kyōto, nhưng ông từ chức chỉ sau một thời gian ngắn vào ngày 7 tháng 4.
Đến tháng 10 năm 1867, Yoshinobu từ chức Tướng quân, trả lại quyền hành chính trị cho Triều đình, nhưng cố gắng duy trì quyền tông chủ của nhà Tokugawa như là quyền lực nhất trong số các lãnh chúa phiên trấn. Trong chiến tranh Boshin sau đó, Shungaku đóng vai trò trung gian cho đến khi phe phò Mạc phủ Tokugawa đầu hàng cuối cùng vào năm 1869. Năm 1868, cấp bậc trong triều đình của ông được nâng lên Tòng nhị vị, và tước hiệu nghi lễ của ông là Gon-Chūnagon (Quyền Trung nạp ngôn). Thứ hạng trong triều đình của ông là Chính nhị vị vào năm 1869.

### Sau Minh Trị Duy tân
Từ sau Minh Trị Duy tân, ông đảm nhiệm một số chức vụ tương đương trong nội các, bao gồm cả Đại thần Nội chính của chính phủ Minh Trị mới, nhưng sớm từ chức tất cả các chức vụ để phản đối sự thống trị của phiên phiệt Chōshū và Satsuma chi phối toàn bộ chính phủ mới.
Năm 1870, Shungaku cho mời William Elliot Griffis đến Nhật Bản với tư cách là một oyatoi gaikokujin giảng dạy Tây học ở Fukui.
Cùng với Ikeda Mochimasa và Date Munenari, ông giúp viết quyển Tokugawa reiten roku, một tập hợp các ghi chép về nghi thức nghi lễ của Mạc phủ Tokugawa, vào năm 1881. Ông cũng được trao Huân chương Mặt trời mọc, hạng nhì vào năm 1881 và thứ hạng trong triều được thăng cấp lên Tòng nhất vị năm 1888. Ông được trao Huân chương Mặt trời mọc, hạng nhất năm 1889.
Shungaku qua đời ở tuổi 63 vào năm 1890. Bài thơ trước khi chết của ông là "Ngay cả khi tôi trở thành một trong vô số linh hồn, tôi sẽ bay lên thiên đường và bảo vệ triều đại của Thiên hoàng cho quốc gia của chúng tôi (Naki-kazu-ni/Yoshiya-iru-tomo/Amakakeri/Miyo-wo-Mamoramu/Sume-kuni-no-tame)". Mộ của ông nằm tại chùa Kaian-ji ở Shinagawa, Tokyo.

## Gia đình
- Cha: Tokugawa Narimasa
- Mẹ: Orin no Kata (1796-1871)
- Vợ: Yu-hime （1834-1887, con gái của Hosokawa Narimori phiên Kumamoto
- Con cái:
  - Yasuhime (1860-1865)
- Vợ lẽ: Oman
- Con cái:
  - Sadahima (1865-1866)
  - Seihime (1867)
- Vợ lẽ (không rõ tên)
- Con cái
  - Sakihime (1872)
  - Rokunosuke (1873)
  - Kōtai (1875)
- Vợ lẽ: Fujita (1855-1925）
  - Setsuhime (1876-1936), lấy Matsudaira Yasutaka
  - Satōhime (1878-1955), lấy Tokugawa Atsushi
  - Masahime (1879-1940), lấy Mōri Gorō
  - Chiyōhime (1881-1952), lấy Sanji Kimiyoshi
  - Matsudaira Yoshitami (1882-1948)
  - Tokugawa Yoshichika (1886-1976), trưởng tộc Owari-Tokugawa